# Hot Rock & Alternative Songs
La Hot Rock & Alternative Songs (precedentemente nota come Hot Rock Songs) è una classifica stilata settimanalmente dalla famosa rivista statunitense Billboard che registra le vendite dei singoli rock più venduti negli Stati Uniti d'America. La prima classifica fu stilata il 20 giugno 2009.
Le uniche canzoni ad aver debuttato al numero 1 nella classifica sono Know Your Enemy dei Green Day (2009), nella prima settimana di uscita della classifica), The Catalyst dei Linkin Park (2010) e Rope dei Foo Fighters (2011).
Sino al 2017 i Twenty One Pilots sono stati gli unici ad aver avuto tre canzoni contemporaneamente ai primi tre posti (Stressed Out, Ride e Heathens), con almeno uno dei tre brani sempre alla numero uno per più di 60 settimane. Nell'aprile 2018 anche gli Imagine Dragons con i singoli Believer, Thunder e Whatever It Takes sono riusciti a occupare l'intero podio della classifica, diventando anche l'unico gruppo nella storia ad aver avuto quattro brani alla prima posizione (l'altro brano è stato Radioactive), record incrementato a cinque nell'agosto 2018 con Natural. Con Level of Concern del 2020 i Twenty One Pilots ottengono il loro quarto primo posto nella classifica, mentre i Foo Fighters e i Linkin Park detengono tre primi posti totali ottenuti nella classifica. I Linkin Park sono inoltre il gruppo con più brani presenti contemporaneamente nella classifica settimanale, con ben 23 brani.
Il brano ad aver trascorso più settimane di seguito al primo posto in classifica è High Hopes dei Panic! at the Disco con 34 settimane consecutive nel 2018, seguito da Heat Waves dei Glass Animals con 32. Il terzo posto è occupato sempre da High Hopes, che ritornò al primo posto nel 2019 rimanendovi altre 31 settimane (per un totale di 65 settimane al primo posto, record per un singolo brano). L'artista con più settimane alla numero uno sono invece gli Imagine Dragons, che con i loro cinque singoli al primo posto raggiungono la cifra di 104 settimane cumulative.